# Cyrkuł łukowski
Cyrkuł łukowski (niem. Lukower Kreis) – jednostka administracyjna Cesarstwa Austrii w latach 1796–ok. 1801, należąca do kraju koronego Nowa Galicja. Powstała na części obszaru zagarniętego przez Austrię wskutek III rozbioru Polski. Siedzibą cyrkułu był Łuków.

## Historia
Cyrkuł łukowski był jednym z 12 cyrkułów Nowej Galicji, podporządkowanych Zachodnio-Galicyjskiej Nadwornej Komisji Urządzającej, a od 1797 Gubernium Krajowemu dla Galicji Zachodniej w Krakowie. Przed 1801 został zniesiony i przekształcony w cyrkuł radzyński z siedzibą w Radzyniu.